# Descent-Pass
Der Descent-Pass ist ein Gebirgspass im ostantarktischen Viktorialand. Er führt vom Blue Glacier zum Ferrar-Gletscher.
Seinen Namen erhielt der Pass in Erinnerung an den abenteuerlichen Abstieg (englisch descent), den die von Albert Armitage geführte Mannschaft im Jahr 1902 bei der Discovery-Expedition (1901–1904) über diesen Pass und den sich anschließenden Descent-Gletscher unternahm.